# Vyšehořovice (tvrz)
Vyšehořovice jsou zřícenina tvrze ve stejnojmenné obci v okrese Praha-východ. Od roku 1966 je chráněna jako kulturní památka.

## Historie
Vyšehořovická tvrz vznikla patrně kolem přelomu 13. a 14. století, ale první písemná zmínka o ní je až z roku 1450, kdy patřila Olifernu Mužíkovi. V 16. století byla upravena k hospodářským účelům a zpustla v 19. století.

## Stavební podoba
Nejstarší stavbou tvrze byla volně stojící čtverhranná obytná věž. Částečně stála ještě v 19. století a její zdivo bylo doloženo archeologickým výzkumem. Další objekty první stavební fáze neznáme. První přestavba proběhla snad ještě před koncem 14. století. Tehdy vznikla hradba, která vymezila obdélný půdorys tvrziště, chráněná příkopem před ní. Do tvrze se vstupovalo branskou věží v jižním nároží. Dle nejnovějších archeologických výzkumů patrně již při této první přestavbě přibyl v západní části trojprostorový palác, mezi jehož užší stranou a starou věží vznikla úzká ulička. Pravděpodobně přes ni vedl můstek do věže. Přízemí paláce je valeně zaklenuté a obsahuje dochované portály. Podél severní hradby vznikla menší budova připojená k delší straně paláce. Druhá obytná budova vznikla u východní hradby připojením k branské věži. Bránu tvořil velký portál a branka pro pěší. Během 16. století byl zřejmě zasypán příkop, přeložen vstup a zvýšena obvodová hradba, ke které se zevnitř přiložily hospodářské objekty.

## Tvrz po roce 1948
V roce 1957 byl zahájen stavebně historický průzkum, který prokázal zbytky hranolové věže z poloviny 13. století a obytné budovy z počátku 15. a konce 16. století. Tvrz pod čp. 10 se v roce 1988 nacházela ve správě JZD Květen Nehvizdy.

## Přístup
Zřícenina tvrze se nachází v areálu hospodářského dvora.